# 林景一
林 景一（はやし けいいち、1951年〈昭和26年〉2月8日 - ）は、日本の元外交官、最高裁判所判事。
アイルランド駐箚特命全権大使、外務省官房長、内閣官房副長官補などを歴任し、2011年から2016年6月まで英国駐箚特命全権大使を務めた。2017年4月、最高裁判所判事に就任。

## 来歴
山口県徳山市出身。大阪市立島屋小学校、大阪市立天王寺中学校、大阪府立天王寺高等学校を経て、京都大学法学部卒業。
1974年外務省入省。1975年-1977年英語研修（スタンフォード大学政治学部修士課程修了）、在シンガポール大使館、在ソ連大使館、在米国大使館、アジア局南東アジア第二課長、条約局条約課、北米局外務参事官、在英国日本国大使館公使、外務省大臣官房審議官（条約局担当）、条約局長、国際法局長を経て、2005年から2008年まで駐アイルランド大使。大臣官房長、内閣官房副長官補を経て2011年から駐イギリス大使。同年4月29日に行われたケンブリッジ公ウィリアム王子の結婚式には、東日本大震災のため出席を辞退した皇太子徳仁親王に替わって出席した。2016年6月駐イギリス大使を退任。同月株式会社三菱UFJ銀行顧問。
2017年4月10日に大橋正春の後任として、最高裁判所判事に就任。同年10月22日の最高裁判所裁判官国民審査において、罷免を可とする票4,089,702票、罷免を可とする率7.47%で信任。同時に審査された7判事のうち罷免を可とする票の数が最少であった。
2021年2月7日、退官。2022年、春の叙勲で旭日大綬章受章。

## 担当した訴訟
- メトロコマース事件 - メトロコマース(東京メトロ子会社)の元契約社員が退職金の支払いを求めて争っていた訴訟の上告審において、林は第三小法廷の裁判長として、2審(東京高裁)の労働者側勝訴の判断を覆し、逆転敗訴の判決を言い渡した[7][8][9]。
- 孔子廟訴訟 - 那覇市の管理する都市公園内に儒教の祖である孔子等を祀った久米至聖廟を設置することを参加人に許可した上で、その敷地の使用料の全額を免除した当時の市長の行為は、日本国憲法の定める政教分離原則に違反し、無効であり、 第1審被告が参加人に対して平成26年4月1日から同年7月24日までの間の公園使用料を請求しないことが違法に財産の管理を怠るものであるとして、市の住民である第1審原告が、第1審被告を相手取って地方自治法242条の2第1項3号に基づき上記怠る事実の違法確認を求める住民訴訟。 林は、「本件免除が憲法20条3項の禁止する宗教的活動に該当するとした原審の判断には誤りがあり、また、本件免除が憲法20条1項後段及び89条に違反するということもできない」とする反対意見を述べて、第1審原告の請求は棄却すべきである旨説示した。( 令和元年(行ツ)第222号，同年(行ヒ)第262号 )  [10][11]

## 著作

### 著書
- 『アイルランドを知れば日本がわかる』角川書店 (角川oneテーマ21) , 2009.6.10